# St. Veit (Dombühl)

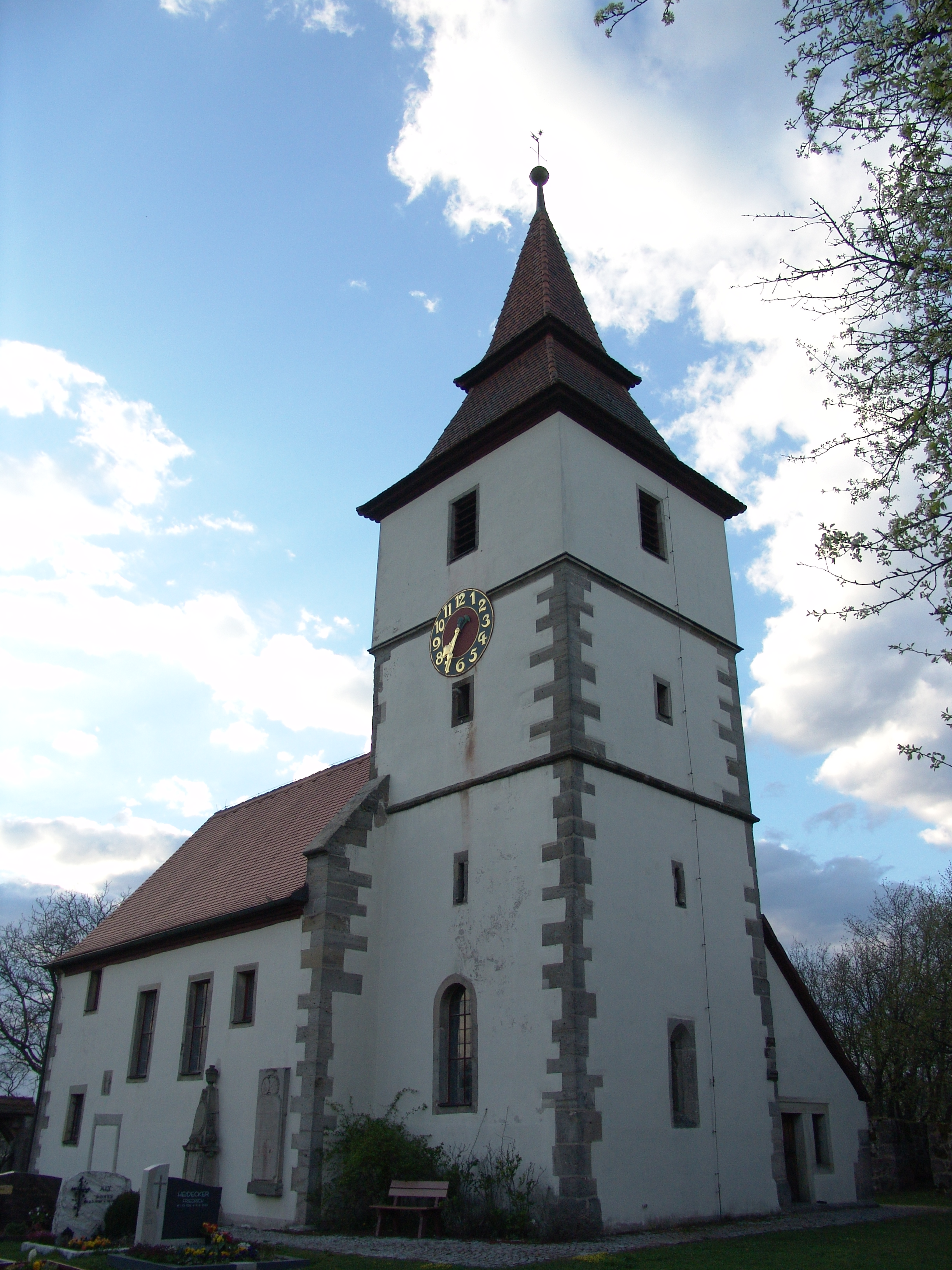
St. Veit in Dombühl

Die evangelische Pfarrkirche St. Veit ist ein denkmalgeschütztes Kirchengebäude in Dombühl, einem Markt im Landkreis Ansbach (Mittelfranken, Bayern). Das Bauwerk ist unter der Denkmalnummer D-5-71-137-1 als Baudenkmal in der Bayerischen Denkmalliste eingetragen. Die Pfarrei gehört zum Dekanat Feuchtwangen des Kirchenkreises Ansbach-Würzburg der Evangelisch-Lutherischen Kirche in Bayern.

## Beschreibung
Eine Wehrkirche wird im Juni 1343 erstmals urkundlich erwähnt. Sie wurde später verändert und durch Anbauten ergänzt, z. B. wurde am Chorturm auf der Nordseite im späten Mittelalter die Sakristei angebaut, an deren Außenwand sich eine Piscina befindet. An der Südseite des Langhauses befand sich ein spitzbogiges, heute zugesetztes Portal. Der mit einer Flachdecke überspannte Innenraum des Langhauses hat Emporen an der Nord- und an der Westseite, auf der die 1863 gebaute Orgel von der G. F. Steinmeyer & Co. steht. Zur Kirchenausstattung gehört ein Altarretabel von 1683.